# Teatro Colón
O Teatro Colón é a principal casa de ópera de Buenos Aires, na Argentina. Acusticamente, é considerado um dos cinco melhores teatros do mundo. O atual Colón substituiu o teatro original, inaugurado em 1857. O atual teatro foi inaugurado em 25 de março de 1908 com a ópera Aida, de Giuseppe Verdi, após 20 anos de obras.
Após seu período de gigantesco sucesso, o declínio do teatro tornou-se notável e planos foram feitos de maciça renovação. Após o início das mudanças e reformas em 2005, o teatro foi fechado em outubro de 2006 até dia 24 de maio de 2010, quando foi aberta a temporada de 2010.
O Teatro Colón foi visitado pelos maiores cantores e companhias de ópera do mundo. É uma das principais atrações turísticas de Buenos Aires, sendo possível fazer um tour guiado do teatro atualmente.
O teatro está limitado entre a Avenida 9 de Julho, Rua Libertad, Rua Arturo Toscanini e Rua Tucumán. É o coração da cidade, onde também está a estação Parque Plaza. O auditório é em forma de ferradura, com 2 487 lugares (mais que o Royal Opera House no Covent Garden, em Londres), mil lugares em pé e um palco com 20 metros de largura, 15 metros  de altura e 20 metros de profundidade. A acústica do Colón é considerada uma das cinco melhores entre todos os teatros mundiais. Luciano Pavarotti tinha a mesma opinião.

## História

### Primeiro teatro
Na metade da década de 1850, com as florescentes turnês das companhias operísticas mundiais, tornou-se óbvia a necessidade de um novo teatro. Em 1854, 53 diferentes óperas foram apresentadas na cidade. O primeiro teatro, estabelecido na Praça de Maio, foi inaugurado em 27 de abril de 1857, após um ano de construção, com a ópera La traviata do italiano Giuseppe Verdi, apenas quatro anos após a première italiana da obra. A produção estrelou Sofia Vera Lorini como Violetta e Enrico Tamberlik como Alfredo. O teatro foi desenhado por Charles Henri Pellegrini e foi bem-sucedido durante 30 anos. Com 2 500 lugares, incluía uma galeria separada reservada apenas para mulheres.

Interior do teatro.

Antes da construção do atual Teatro Colón, performances operísticas eram apresentadas em diversos teatros, como no primeiro Colón e no Teatro Opera. A principal companhia que apresentava-se no Teatro Ópera mudou-se para o Colón em 1908. Entretanto, importantes companhias também apresentavam-se no Teatro Politeama e no Teatro Coliseo: este, inaugurado em 1907.

### Edifício atual

#### Características
O atual teatro, o segundo com o nome, foi inaugurado em 25 de maio de 1908 após vinte anos de construções e foi inaugurado com Aida, do italiano Giuseppe Verdi. O italiano Luigi Mancinelli dirigiu a produção e o tenor Amadeo Bassi, a soprano Luci Crestani participaram nos papéis principais. A segunda performance foi de Hamlet, com o barítono Titta Ruffo. Durante a temporada inaugural, dezessete performances de óperas foram apresentadas com estrelas famosas como Ruffo, Feodor Chaliapin (em Mefistofele de Arrigo Boito) e Antonio Paoli (em Otello de Verdi), entre outros.
Com a abertura, o Colón tornou-se um grande rival do Teatro alla Scala em Milão e do Metropolitan Opera House de Nova Iorque, atraindo os maiores cantores e maestros da época. Estrelas do balé apresentaram-se na casa ao lado de dançarinos argentinos e instrumentalistas clássicos. A trágica morte de dois dos mais conhecidos deles, em 1971 (Norma Fontenla e José Neglia), foi homenageada no Lavalle Square.

#### 2005 - 2010

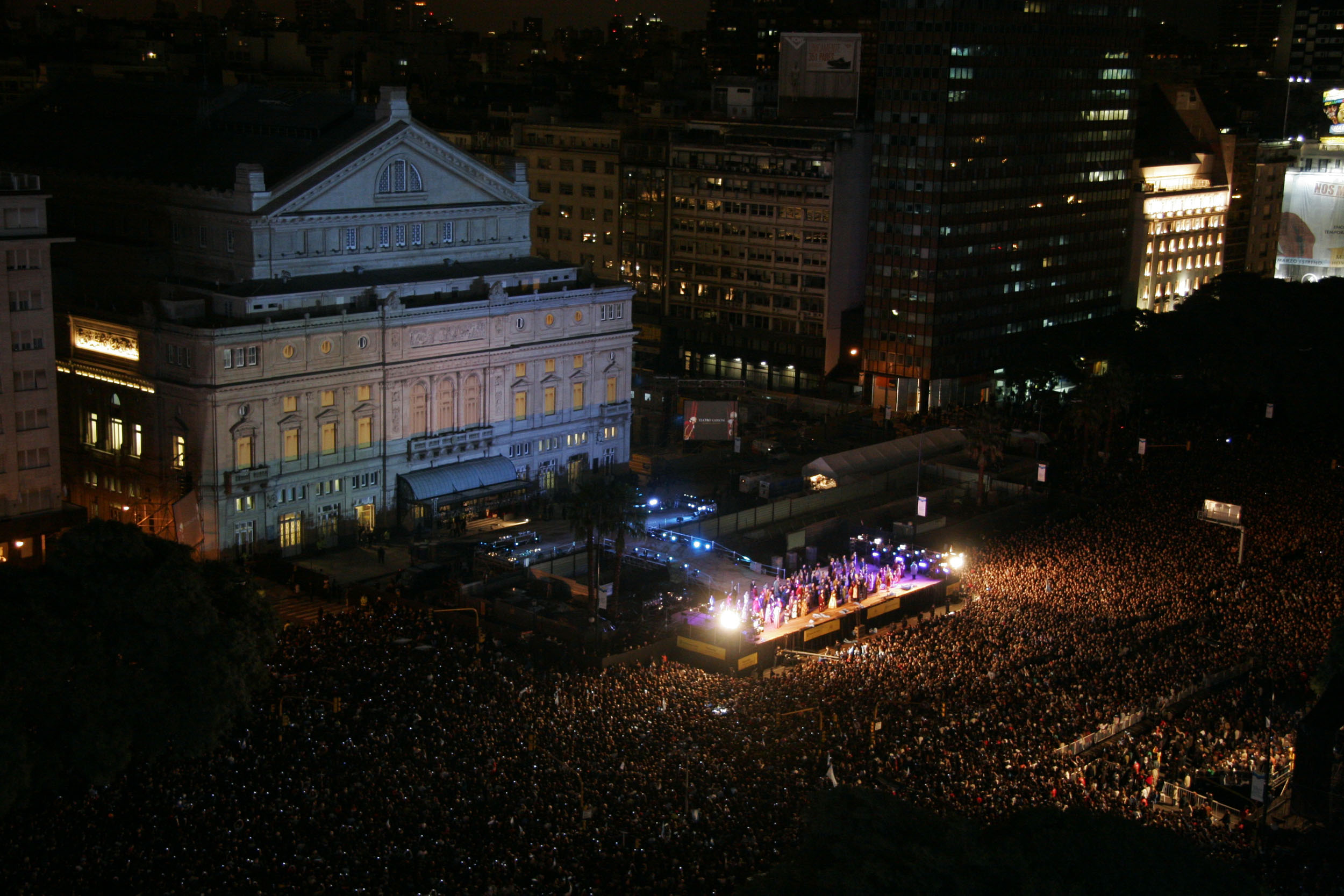
Gala de Reabertura

Nos recentes anos, o teatro sofreu consideravelmente pelas circunstâncias políticas e econômicas, mas um período lento de recuperação começou. O teatro passou por um remodelamento interior e exterior maciço, inicialmente as produções continuaram com as reformas, mas foi fechado em outubro de 2006 para a reforma.
"O planejado de dezoito meses por 25 000 000 de dólares estadunidenses com 500 trabalhadores, acreditando terminar em maio de 2008 com Aida, tornou-se três anos com um gasto de 100 000 000 de dólares estadunidenses com 1 500 trabalhadores, incluindo 130 arquitetos e engenheiros". Ao todo, 60 000 metros quadrados foram construídos.
Algumas das últimas performances no teatro antes de ele ser fechado para a reforma incluíram o balé O Lago dos Cisnes no dia 30 de setembro com o Balé do Teatro Colón e a Orquestra Filarmônica de Buenos Aires e, no dia 28 de outubro, a ópera Boris Godunov. A última performance antes do fechamento do teatro foi um concerto no dia 1 de novembro com a cantora Mercedes Sosa com a Orquestra Sinfônica Nacional Argentina, conduzida por Pedro Ignacio Calderón.